# Texas (staat)
Texas is een van 50 staten van de Verenigde Staten van Amerika. Het is na Alaska de grootste staat van de Verenigde Staten, gemeten naar oppervlakte. Met 31 miljoen inwoners is het de tweede staat in bevolking, na Californië. De postale afkorting van de "Lone Star State", zoals de bijnaam luidt, is TX.
De staat, in het zuiden van de VS, heeft vele oliebronnen. De hoofdstad van Texas is Austin, de grootste stad is Houston. Andere belangrijke grote steden zijn Dallas, El Paso en San Antonio.

## Geschiedenis
Het gebied dat nu Texas heet, werd oorspronkelijk bevolkt door indianenstammen. In het tegenwoordige Texas wonen nog steeds Apachen, Atakapa, Bidai, Caddo, Comanche, Karankawa, Kiowa, Tonkawa, en Wichita.
Op 6 november 1528 zette de Spaanse conquistador Álvar Núñez Cabeza de Vaca, die schipbreuk had geleden, als eerste Europeaan voet op Texaanse bodem. Texas maakte in de eerste eeuwen na de Spaanse verovering deel uit van de Spaanse kolonie Nieuw-Spanje. Van 1685 tot 1689 behoorde Texas tot de Franse kolonie Fort Saint Louis. Na de Mexicaanse onafhankelijkheid, in 1821, werd Texas samen met het Mexicaanse Coahuila de Zaragoza als Coahuila y Texas een deel van Mexico. Intussen migreerden veel Anglo-Amerikanen naar Texas, op uitnodiging van de Mexicaanse overheid, die uiteindelijk getalsmatig de Spaanstalige bevolking overtroffen. De Anglo-Texanen werden Texianen genoemd, de Spaans/Mexicaanse Texanen Tejano's. Toen in 1835 de Mexicaanse dictator Antonio López de Santa Anna de grondwet van 1824 verving door een meer centralistische grondwet en Coahuila y Texas verving door departementen, riepen de Texianen de onafhankelijkheid van Texas uit.

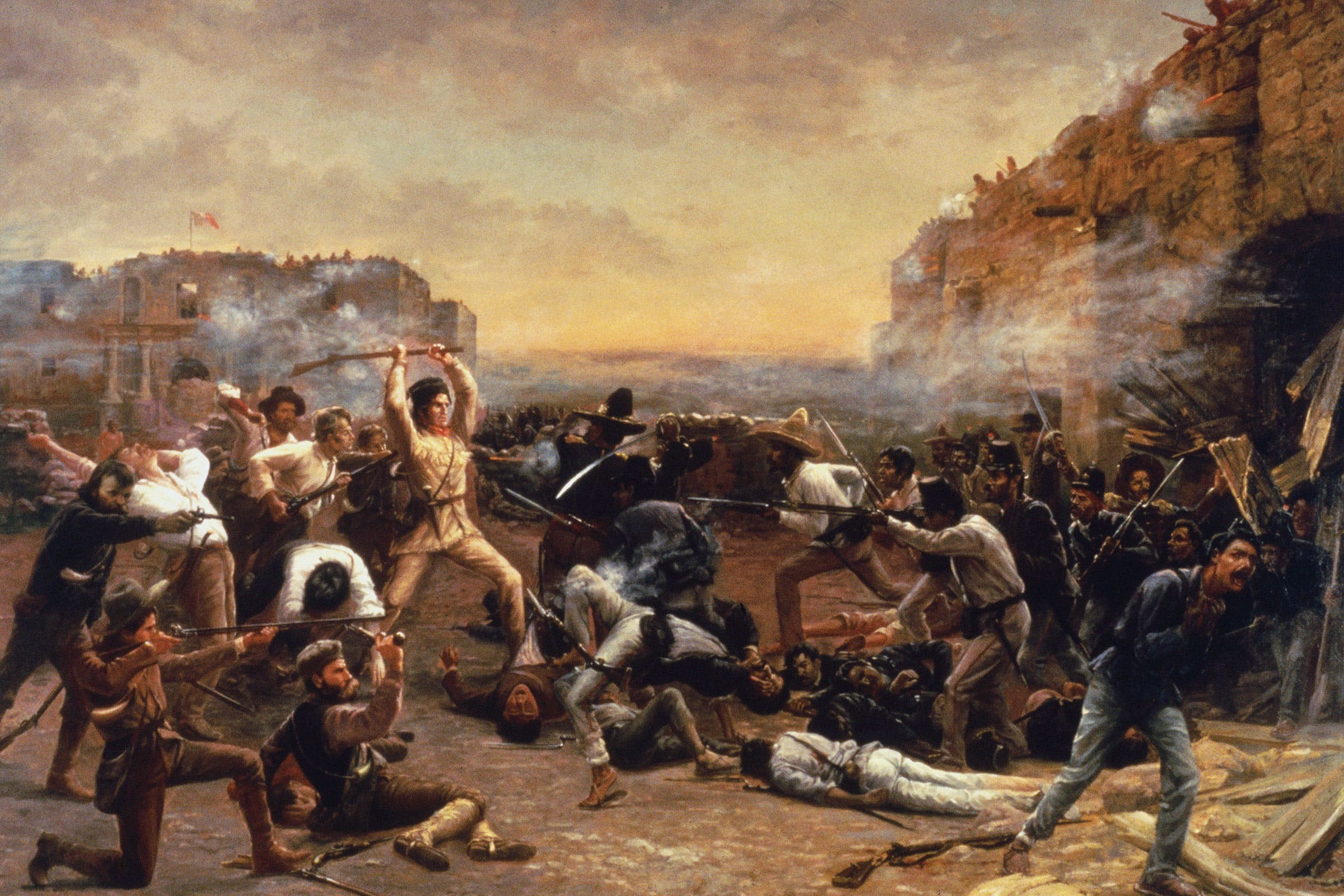
De legendarische Slag om de Álamo heeft nog steeds een belangrijke betekenis in Texas.

In 1835 brak de Texaanse Onafhankelijkheidsoorlog uit. Een bekend keerpunt in de oorlog was de Slag om de Álamo. Deze slag was strategisch gezien niet belangrijk maar vanwege het wrede optreden van de Mexicanen was deze wel een opsteker voor het moraal van de Texanen. Sam Houston zou een grote rol spelen in de vorming van Texas. Onder zijn leiding wisten de rebellen in het voorjaar van 1836, bij de legendarische slag bij San Jacinto, de Mexicaanse senator Santa Anna te verslaan en gevangen te nemen, die vervolgens de onafhankelijkheid van de Republiek Texas erkende. Sam Houston speelde een sleutelrol in de organisatie van de nieuwe overheid en werd de eerste president.
De Texanen beschouwden de Rio Grande als hun westgrens, terwijl dat voorheen de Nueces bij Corpus Christi was. In 1840 ontstond aan de andere zijde van de Rio Grande voor een korte tijd de onafhankelijke Republiek van de Rio Grande. Toen die in hetzelfde jaar op gewelddadige wijze terug bij Mexico werd gevoegd, vreesden de Texanen voor hun onafhankelijkheid en zochten verdere toenadering tot de Verenigde Staten. Op 29 december 1845 bekrachtigde de Amerikaanse president James Polk een wet waarmee Texas werd geannexeerd. Texas werd daarmee de 28e staat van de Verenigde Staten. Een jaar later brak na een gevecht in het gebied dat zowel door Mexico als de Verenigde Staten werd opgeëist de Mexicaans-Amerikaanse Oorlog uit. Na deze oorlog moesten de noord- en westgrenzen van Texas nog wel bepaald worden en dat werd door het Compromis van 1850 geregeld. De staat stond hierdoor een groot deel van zijn geclaimde gebied in het westen en noorden af, waar later andere staten zouden worden gesticht.
Texas was een slavenstaat. Ondanks dat de staat minder afhankelijk was van de slavernij dan de rest van de zuidelijke staten, koos het parlement toch voor toetreding tot de Geconfedereerde Staten van Amerika. Sam Houston, die op dat moment gouverneur was, pleitte voor Texas om bij de Unie te blijven of anders als zelfstandig land verder te gaan. Hij werd door het parlement uit zijn ambt gezet en weigerde hulp van Abraham Lincoln om met behulp van het leger aan te blijven. Pas toen bekend was geworden dat generaal Robert E. Lee had gecapituleerd, maakte generaal Gordon Granger op 19 juni 1865 bekend, dat de slaven van Texas voortaan vrij waren. Deze dag werd voortaan door de zwarte ex-slaven gevierd, voor zover ze er de ruimte voor kregen, en leeft voort in de feestdag Juneteenth. De eerste maanden na de capitulatie werden gekenmerkt door chaos maar de staat zou zich economisch sneller herstellen dan de rest van het verslagen zuiden.
Duitse immigranten vestigden zich in het midden van de negentiende eeuw in het heuvelgebied van Texas en stichtten New Braunfels, Fredericksburg, Boerne, Schulenburg, Weimar, Walburg en Comfort. Zij ontwikkelden een mengtaal die Texas-Duits wordt genoemd, en die tegenwoordig nog door oude mensen wordt gesproken.
Van 1866 tot 1887 werd het Abilene Trail gebruikt om grote kuddes runderen van Texas naar Kansas te verplaatsen. Deze kuddes werden door cowboys te paard opgedreven en bij aankomst in Abilene via de Union Pacific Railroad naar het oosten vervoerd. In 1900 trok de Galvestonorkaan, de dodelijkste natuurramp uit de geschiedenis van de Verenigde Staten, over de staat die de stad Galveston volledig verwoestte. In 1901 werd het olieveld Spindletop ontdekt dat het startpunt vormde voor de Texas oil boom en voor oliebedrijven als Gulf Oil, Texaco en Chevron. De grote hoeveelheid olie die vanaf toen gewonnen werd in de staat verlaagde de prijs drastisch waardoor de Amerikaanse auto-industrie een grote vlucht kon nemen.
In 1963 werd de Amerikaanse president John F. Kennedy in Dallas vermoord.

## Geografie

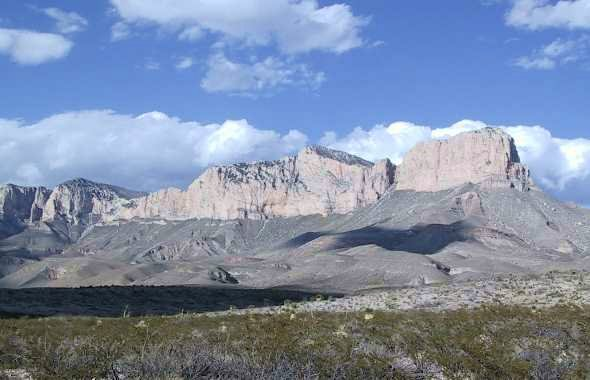
De Guadalupe Peak in het westen vormt het hoogste punt van Texas

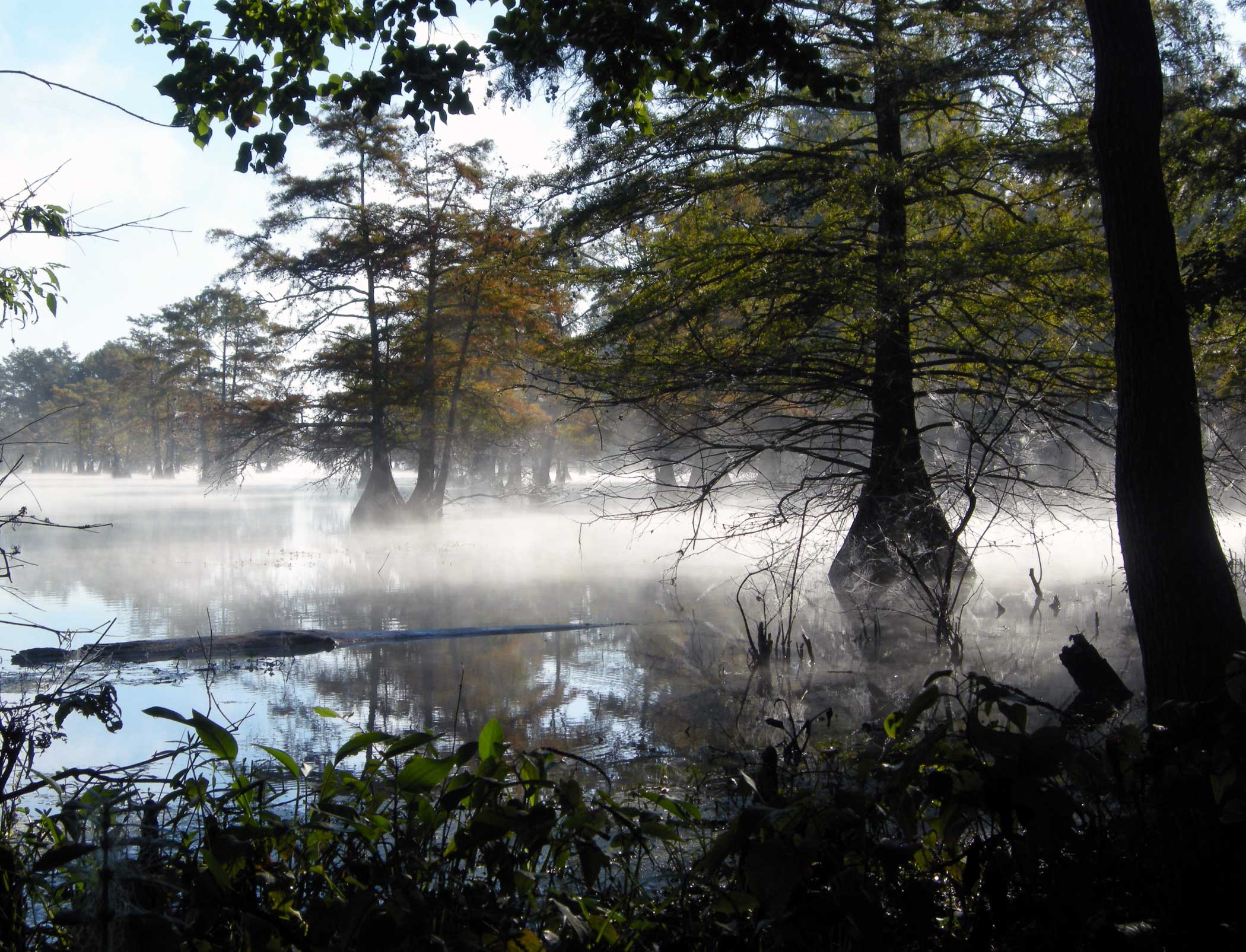
Mist boven het Steinhagen-reservoir in het oosten van de staat

Texas is na Alaska de grootste staat van de VS en beslaat een oppervlakte van 696.241 km². Door zijn grootte is er een sterke diversiteit in landschappen en klimaat.
De volgende geografische regio's worden onderscheiden:
- Een groot deel van de staat behoort tot de Great Plains, die zich vanuit het midden van de staat uitstrekken tot in West- en Noord-Texas en de Texas Panhandle. Hierbinnen liggen verschillende plateaus waaronder de Llano Estacado en het Edwards Plateau.
- de Hill Country en het Edwardsplateau, een heuvelachtig gebied in Centraal-Texas omsloten door de Great Plains, in het oosten begrensd door de Balcones-zone en de Blackland-prairie.
- de Kustvlakte, van de Golf van Mexico landinwaarts tot San Antonio en ten zuidoosten van Austin. Voor de kust liggen de Texas barrier islands.
- De Trans-Pecoswoestijn in het westen van de staat, die deel uitmaakt van de Chihuahuawoestijn.
- De tropische bossen, meren en moerassen in het oosten van de staat.

In het noorden is de Palo Duro Canyon te vinden, die na de Grand Canyon de grootste kloof van het land is. In het zuidwesten ligt de Santa Elena Canyon waar de Rio Grande doorheen stroomt die de grens met Mexico vormt.
Texas grenst in het zuidwesten aan Mexico, alwaar de Rio Grande de grens vormt. De staat grenst in het noorden aan de staat Oklahoma, in het westen aan de staat New Mexico, in het oosten aan de staat Louisiana en in het noordoosten aan de staat Arkansas. In het zuidoosten ligt de staat aan de Golf van Mexico. Het merendeel van Texas ligt in de Central-tijdzone, het uiterste westen, waaronder El Paso, ligt in de Mountain-tijdzone.

## Flora en fauna
Dieren en planten die voorkomen in Texas zijn hier soms naar vernoemd zoals de Texaanse padhagedis (Phrynosoma cornutum) en de Texaanse ratelslang (Crotalus atrox).
Texas is het belangrijkste deel van het verspreidingsgebied van de monarchvlinder (Danaus plexipus), in de lente verspreiden de vlinders zich noordwaarts en in de herfst weer zuidwaarts.

## Demografie

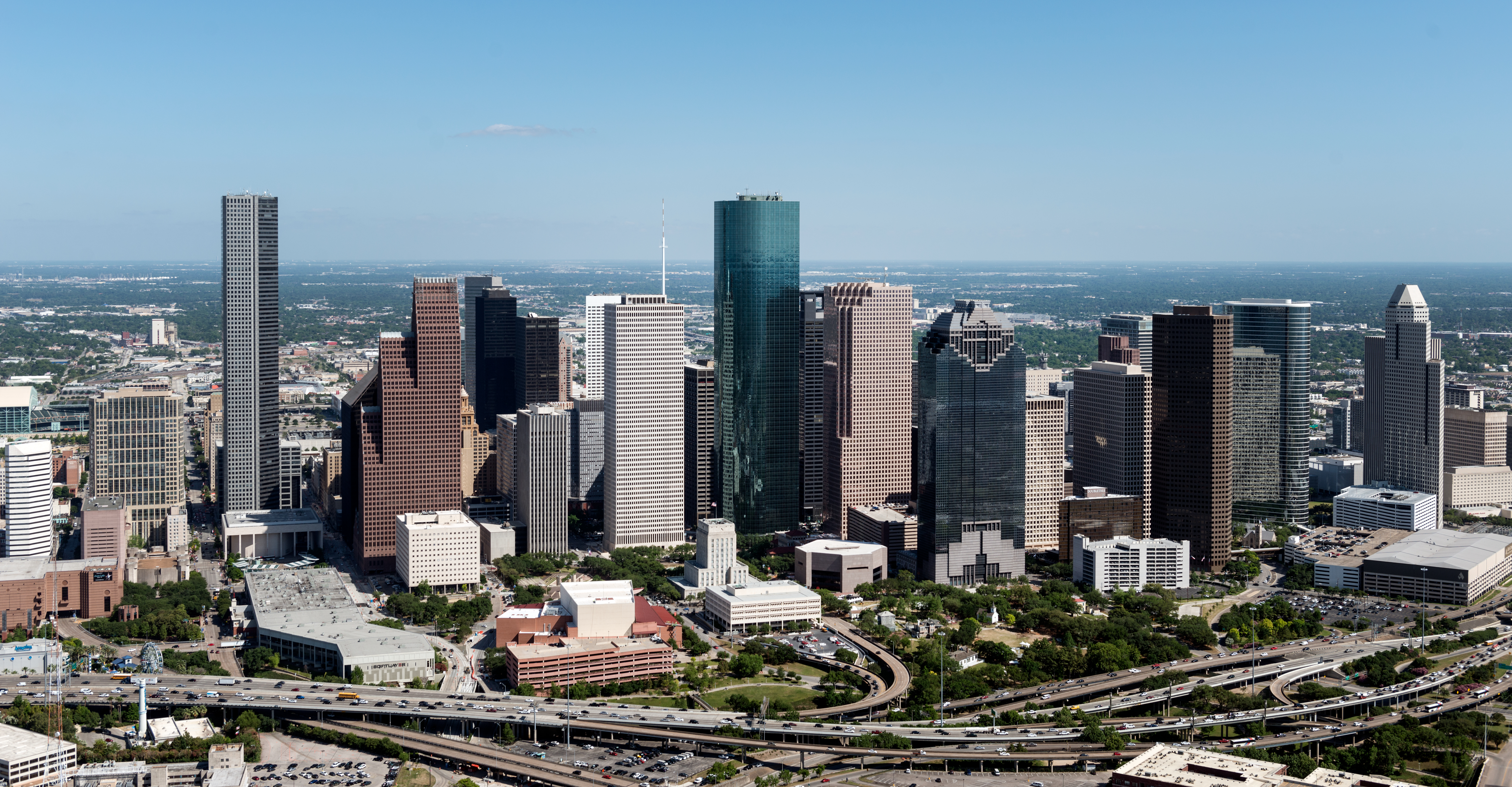
Hoogbouw in het centrum van Houston, de grootste stad van Texas.

Texas kent een groot aantal Spaanssprekenden (Hispanics), ongeveer 38.2% van de bevolking en men verwacht dat in 2022 de Latino's de grootste groep van alle Texanen zullen vormen. De meesten van hen zijn geïmmigreerd vanuit Mexico, Centraal-Amerika en Zuid-Amerika. Anderen, bekend als Tejano's, stammen af van mensen die al in Texas woonden voor de staat onafhankelijk werd van Mexico. Anders dan bij andere Amerikaanse staten die grenzen aan Mexico gaat de Texaanse cultuur geleidelijk over in de Mexicaanse, wat resulteert in een levendige grensstreek waarvan ook de tex-mexkeuken en -muziek getuigt. De raciale en etnische problemen die in veel zuidelijke staten worden gevonden, zijn in Texas nagenoeg afwezig.
Naast Latino's kent Texas immigrantengemeenschappen van Duitsers, Polen, Zweden, Noren, Tsjechen, Fransen en Nederlanders. Hun invloed is nog terug te vinden in de plaatsnamen, in de architectuur, in de muziek, en in de keuken van Texas. De stad Nederland in Texas werd in 1897 gesticht door Nederlandse immigranten. De belangrijkste families waren Reinstra en Doornbos en hun nakomelingen wonen er nog steeds. De Nederlandse geschiedenis van de stad wordt herdacht in het Dutch Windmill Museum aan de Boston Avenue.
Tegenwoordig emigreren Aziaten uit China, Taiwan, India en Zuid-Korea naar Texas. Zij vestigen zich vooral in Houston en Dallas.
Texas heeft van alle Amerikaanse staten de meeste steden met meer dan 1 miljoen inwoners, namelijk drie: Houston, San Antonio en Dallas.

## Cultuur
Veel Texanen zijn buitengewoon trots op hun staat, meer dan gebruikelijk is in andere staten, en ze zullen zichzelf eerst als Texaan introduceren en dan pas als Amerikaan. De Alamomissie is een belangrijk Texaans symbool.
Twee motto's zijn typerend voor de staat. Don't Mess with Texas is in de jaren tachtig door de overheid gebruikt om te waarschuwen voor hoge boetes tegen zwerfafval, maar wordt sindsdien breder gebruikt. Een andere spreuk is Everything is bigger in Texas except for... waarbij wordt aangegeven dat de huizen, steden, maaltijden, lonen enz. in deze staat groter zijn dan in de rest van het land en de overheid bijvoorbeeld weer kleiner. De staat was tot de toetreding van Alaska in 1959 de grootste van de Verenigde Staten.
De Texaanse keuken is beïnvloed door de Mexicaanse doordat het gebied eerst tot Mexico heeft behoord en niet in de laatste plaats door de grote Mexicaanse gemeenschap. Dit komt tot uiting in de ontbijtburrito, de tex-mexkeuken en chili con carne. Verder is de staat bekend om zijn grillrooms en de vele verschillende barbecuesauzen waarvan de bedenkers het recept maar al te vaak geheim houden. De hoofdstad Austin heeft een eigenzinnig en progressief imago. Het wordt de The Live Music Capital of the World genoemd en elk jaar vindt er het festival South by Southwest plaats.
De staat wordt verder geassocieerd met cowboys, het westerngenre, countrymuziek en tex-mexmuziek.

## Bestuurlijke indeling
Texas is verdeeld in 254 county's en is daarmee de staat met de meeste county's. County's hebben bevoegdheden over algemene zaken in hun grondgebied, maar nemen gedeeltelijk ook de taken van een stadsbestuur waar. Dit is het geval voor huishoudens die niet binnen een stadsgrens liggen. De steden hebben ook bestuurlijke bevoegdheden, die overeenkomen met die van de Nederlandse en Belgische gemeenten.

## Politiek

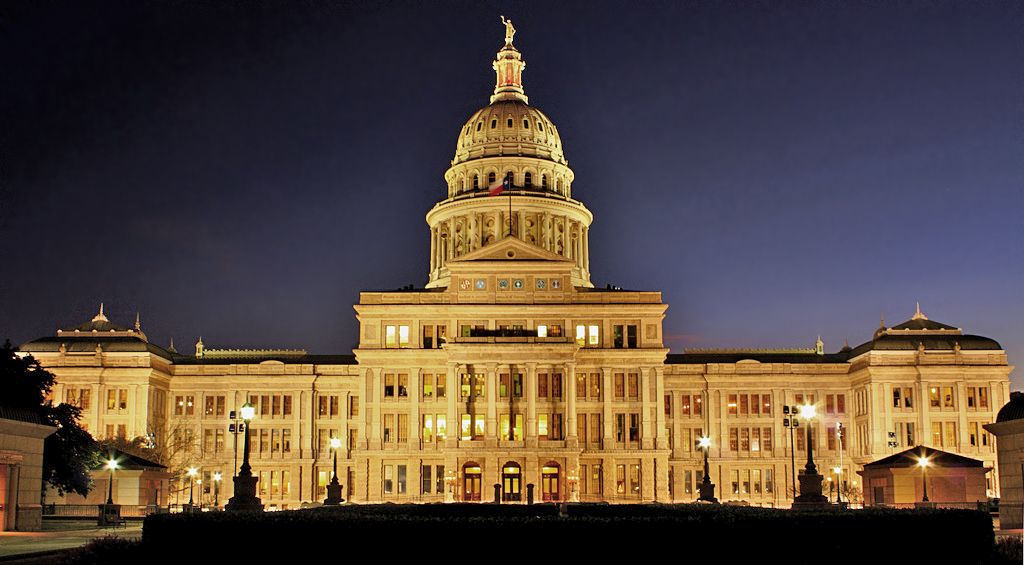
Capitool van Texas

Aan het hoofd van de uitvoerende macht van de staat staat een gouverneur, die direct gekozen wordt door de kiesgerechtigden in de staat. In 2014 werd Greg Abbott van de Republikeinse Partij verkozen tot gouverneur van de staat Texas. Hij volgde op 20 januari 2015 zijn partijgenoot Rick Perry op, die het gouverneurschap ruim 14 jaar lang in handen had.
De wetgevende macht bestaat uit het Huis van Afgevaardigden van Texas (Texas House of Representatives) met 150 leden en de Senaat van Texas (Texas Senate) met 31 leden. Sinds de verkiezingen van 1996 hebben de Republikeinen een meerderheid in de Senaat, en sinds de verkiezingen van 2002 ook in het Huis. Voordien waren de Democraten in de meerderheid.
De vertegenwoordiging van Texas in het Amerikaans Congres bestaat uit twee senatoren en 36 volksvertegenwoordigers. De senatoren zijn Ted Cruz en John Cornyn. Bij toetreding van Texas in 1845 kreeg Texas twee volksvertegenwoordigers; dit aantal is steeds door bevolkingsaangroei gestegen tot de huidige 36. In 1963 werd de uit Texas afkomstige Lyndon B. Johnson president van de Verenigde Staten, nadat hij eerst vice-president was geweest onder John F. Kennedy.

## Economie

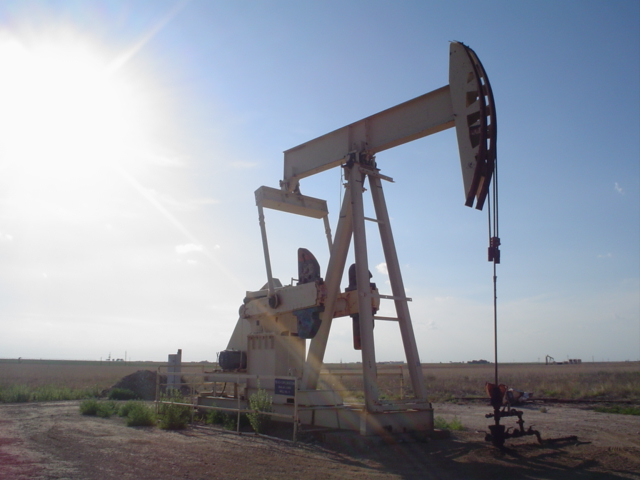
Een jaknikker

Tot de Tweede Wereldoorlog was Texas een overwegend agrarisch gebied, met landbouw en veeteelt, en met de aardoliewinning als belangrijkste industrie. In 1926 was San Antonio met meer dan 120.000 inwoners de grootste stad.
Na de Tweede Wereldoorlog is Texas sterk geïndustrialiseerd. Informatietechnologie werd belangrijk voor de economie, naast de olie- en gaswinning, energieopwekking en energiehandel, landbouw en industrie, die altijd al belangrijk waren geweest. De twee belangrijkste economische centra zijn de Houston Metropolitan Area rond Houston (petrochemie; NASA), en Dallas-Fort Worth Metroplex rond Dallas en Fort Worth, het centrum van de landbouw en de informatietechnologie. De kosten voor het levensonderhoud zijn in Texas betrekkelijk laag: er wordt door de staat geen inkomstenbelasting geheven, de belasting op handel is laag en de overheidsbemoeienis is gering. Texas kent vanaf de jaren negentig een forse economische groei.

## Onderwijs
Er zijn verschillende universiteiten in Texas, onder meer University of Texas System, Texas Christian University (TCU), Texas A&M University en Baylor University. Het University of Texas System is met ruim 190.000 studenten de grootste. De universiteit heeft verschillende campussen; de Universiteit van Texas in Austin is daarvan de bekendste.